# Giovanni Salviati
Pour les articles homonymes, voir Salviati.
Giovanni Salviati (né à Florence le 24 mars 1490 - mort à Ravenne le 28 octobre 1553) est un cardinal italien du XVIe siècle.

## Biographie
Giovanni Salviati est le fils de Jacopo Salviati et de Lucrèce de Médicis, sœur du pape Léon X. Celui-ci le fait cardinal (1517), puis évêque de Ferrare (1520) et d'Oloron (1521).
Le pape Clément VII, son cousin, le charge de rétablir l'ordre à Parme et à Plaisance puis l'envoie à Madrid (1526) pour négocier avec Charles Quint l'évacuation des États de l'Église par les troupes impériales ainsi que la libération de François Ier, prisonnier en Espagne depuis la défaite de Pavie.
Lors de son séjour en Espagne, il reçoit en don de Charles Quint une carte du monde, dite Planisphère de Salviati, conservée à la bibliothèque Laurentienne à Florence .et célèbre à Séville le mariage de Charles Quint avec l'infante du Portugal Isabelle.
L'année suivante, il conclut une alliance entre le pape et les rois de France et d'Angleterre. Il est également l'artisan du traité de paix signé à Bologne entre Clément VII et Charles-Quint (1529).
Il est nommé évêque administrateur de Volterra (1530-1532), de Teano (1531-1535), de Santa Severina (1531-1535), de Bitetto (1532-1539) puis de Saint-Papoul (1538-1549, remplacé par son frère Bernardo). En France, il devient abbé commendataire de l'abbaye Saint-Sauveur de Redon en 1528.
Par la suite, le pape Paul III le nomme évêque d'Albano et de Sabine (1543), puis évêque de Porto (1549).
Il est le frère de Bernardo Salviati, aumônier de Catherine de Médicis